# Saps at Sea
Saps at Sea is een Amerikaanse filmkomedie uit 1940.

## Verhaal
Ollie heeft last van "hornophobia", een ziekte die je kunt krijgen als je te veel hoorn- en trompetgeluiden binnenkrijgt. Het gevolg kan zijn dat het slachtoffer geen controle over zichzelf heeft en alles kort en klein slaat. Eenmaal huis is het weer heibel, zoals kranen en gasfornuizen die verkeerd werken door de schele loodgieter en Ollie die Stans trompetleraar hardhandig naar buiten gooit. Uiteindelijk schrijft de dokter een geitenmelk en een ontspannende bootreis voor. Stan en Ollie huren een bootje, maar binden hem samen met de geit aan de stijger vast. Die nacht ontsnapt Nick Grainger, de moordenaar genaamd Nick Grainger. De boot breekt los en ’s morgens worden Stan en Ollie onder bedreiging hulpjes van Nick. Ollie weet Nick toch te verslaan doordat Stan op zijn trompet speelt. Nick wordt gearresteerd en een agent vraagt hoe ze hem hadden overmeesterd. Stan legt het uit en speelt een stukje, waardoor Ollie weer door de dolle heen raakt en zijn wordt uit op de agent. Het gevolg is dat Stan en Ollie ook worden gearresteerd.

## Rolverdeling
| Acteur          | Personage            |
| --------------- | -------------------- |
| Stan Laurel     | Stan                 |
| Oliver Hardy    | Ollie                |
| James Finlayson | Dr. Finlayson        |
| Ben Turpin      | De schele loodgieter |
| Richard Cramer  | Nick Granger         |
| Charlie Hall    | Receptionist         |